# Підволочиська районна державна адміністрація
Підволочиська районна державна адміністрація (Підволочиська РДА) — орган виконавчої влади в Підволочиському районі Тернопільської області України.

## Структурні підрозділи
- Апарат райдержадміністрації
  - Відділ організаційної роботи та зв'язків з громадськістю
  - Відділ загального діловодства та контролю
  - Відділ правового та кадрового забезпечення, оборонної, мобілізаційної роботи
  - Відділ ведення Державного реєстру виборців
  - Відділ фінансово-господарського забезпечення
- Відділ економічного розвитку
- Відділ (Центр) надання адміністративних послуг
- Відділ з питань цивільного захисту, жкг та інфраструктури
- Служба з гуманітарних питань
- Відділ містобудування та архітектури
- Служба у справах дітей
- Архівний відділ
- Фінансове управління
- Управління праці та соціального захисту населення
- Відділ агропромислового розвитку
- Відділ державної реєстрації

## Особи

### Очільники
Представники Президента України:
|  | Прізвище, ім'я, по батькові | Термін повноважень |
|  | --------------------------- | ------------------ |
|  | 1.                          |                    |

Голови райдержадміністрації:
|  | Прізвище, ім'я, по батькові          | Термін повноважень               |
|  | ------------------------------------ | -------------------------------- |
|  | 1. Руслан Володимирович Комар-Чорний | 25 квітня 2013 — 22 березня 2014 |
|  | 2. Руслан Анатолійович Белошицький   | 26 травня 2014 — 21 травня 2015  |
|  | 3. Борис Володимирович Онищук        | 21 травня 2015 — 11 липня 2019   |
|  | 4. Борис Володимирович Онищук        | 25 січня 2020 — 26 лютого 2021   |

### Заступники
- Олександр Войціховський — перший заступник,
- Назар Білик — заступник